# Habrocestum tanzanicum
Habrocestum tanzanicum – gatunek pająka z rodziny skakunowatych.
Gatunek ten opisany został w 2000 roku przez Wandę Wesołowską i Anthony’ego Russella-Smitha na podstawie okazów odłowionych w Mkomazi Game Reserve.
Pająk o karapaksie długości od 1,9 do 2,2 mm, ubarwionym ciemnobrązowo z prawie czarną okolicą oczu i śladami białego paska w części tułowiowej, gęsto porośniętym brązowymi i szarymi włoskami. Narządy gębowe ma jasnobrązowe z dwoma ząbkami na każdej krawędzi szczękoczułków. Kolor sternum jest pomarańczowy. Opistosoma jest porośnięta brązowymi włoskami, ma długość 1,5 mm u samca i 3 mm u samicy, barwę wierzchu szarawopłową ze śladami jasnych łat z tyłu, barwę spodu żółtawą, a kądziołki przędne żółte. Na pomarańczowych odnóżach znajdują się ciemne obrączki i brązowe włoski. Nogogłaszczki samca cechuje obecność dodatkowej struktury blokującej w embolusie. Na epigyne samicy obecna jest duża kieszeń i dwa otwory w części tylnej.
Pająk naziemny, afrotropikalny, znany tylko z Tanzanii.